# Ofertorio
El ofertorio (del latín medieval offertorium y del latín tardío offerre) es el primer momento de la liturgia eucarística de la misa católica, en la que se presentan a Dios las especias -el pan y el vino- que se van a ofrecer a modo de sacrificio (véase consagración).
El término también se utiliza como nombre de algunas composiciones musicales. Por ejemplo, "Herr, wir bringen in Brot und Wein" ("Señor, te traemos pan y vino") es un himno ofertorio de 1970 en alemán, basado en un texto holandés. Otro himno de ese estilo es "Alle Menschen höret auf dies neue Lied" ("Todas las personas escuchan esta nueva canción"), escrita en holandés en 1966 y traducida al alemán en 1972. También en 1972, Lothar Zenetti escribió el himno "Das eine Brot wächst auf vielen Halmen" ("Un solo pan crece en muchas espigas"). En el 2009, Raymund Weber escribió un texto alemán, "Nimm, o Gott, die Gaben, die wir bringen" ("Recibe, oh Dios, los dones que te ofrecemos"), para una melodía del musical Jesucristo Superestrella, de Andrew Lloyd Webber. En el siglo XVIII, Franz Schubert también escribió varios ofertorios.[cita requerida]